# Nicolò Barella
Nicolò Barella (phát âm tiếng Ý: [nikoˈlɔ bbaˈrɛlla]; sinh ngày 7 tháng 2 năm 1997) là một cầu thủ bóng đá chuyên nghiệp người Ý hiện đang thi đấu ở vị trí tiền vệ cho câu lạc bộ Serie A Inter Milan và đội tuyển bóng đá quốc gia Ý. Nổi tiếng nhờ lối chơi giàu kỹ thuật, khả năng sáng tạo và tần suất làm việc hiệu quả, anh được đánh giá là một trong những tiền vệ xuất sắc nhất thế giới trong thế hệ của mình.

## Thống kê sự nghiệp

### Câu lạc bộ
Tính đến ngày 26 tháng 5 năm 2024.
| Câu lạc bộ          | Mùa giải            | Giải đấu            | Giải đấu | Giải đấu | Coppa Italia | Coppa Italia | Châu Âu | Châu Âu | Khác | Khác | Tổng cộng | Tổng cộng |
| Câu lạc bộ          | Mùa giải            | Hạng                | Trận     | Bàn      | Trận         | Bàn          | Trận    | Bàn     | Trận | Bàn  | Trận      | Bàn       |
| ------------------- | ------------------- | ------------------- | -------- | -------- | ------------ | ------------ | ------- | ------- | ---- | ---- | --------- | --------- |
| Cagliari            | 2014–15             | Serie A             | 3        | 0        | 1            | 0            | —       | —       | —    | —    | 4         | 0         |
| Cagliari            | 2015–16             | Serie B             | 5        | 0        | 0            | 0            | —       | —       | —    | —    | 5         | 0         |
| Cagliari            | 2016–17             | Serie A             | 28       | 0        | 2            | 0            | —       | —       | —    | —    | 30        | 0         |
| Cagliari            | 2017–18             | Serie A             | 34       | 6        | 1            | 0            | —       | —       | —    | —    | 35        | 6         |
| Cagliari            | 2018–19             | Serie A             | 35       | 1        | 3            | 0            | —       | —       | —    | —    | 38        | 1         |
| Cagliari            | Tổng cộng           | Tổng cộng           | 105      | 7        | 7            | 0            | —       | —       | —    | —    | 112       | 7         |
| Como (mượn)         | 2015–16             | Serie B             | 16       | 0        | 0            | 0            | —       | —       | —    | —    | 16        | 0         |
| Inter Milan (mượn)  | 2019–20             | Serie A             | 27       | 1        | 4            | 1            | 10      | 2       | —    | —    | 41        | 4         |
| Inter Milan         | 2020–21             | Serie A             | 36       | 3        | 4            | 0            | 6       | 0       | —    | —    | 46        | 3         |
| Inter Milan         | 2021–22             | Serie A             | 36       | 3        | 5            | 1            | 6       | 0       | 1    | 0    | 48        | 4         |
| Inter Milan         | 2022–23             | Serie A             | 35       | 6        | 4            | 0            | 12      | 3       | 1    | 0    | 52        | 9         |
| Inter Milan         | 2023–24             | Serie A             | 37       | 2        | 1            | 0            | 8       | 0       | 2    | 0    | 48        | 2         |
| Inter Milan         | Tổng cộng           | Tổng cộng           | 171      | 15       | 18           | 2            | 42      | 5       | 4    | 0    | 235       | 22        |
| Tổng cộng sự nghiệp | Tổng cộng sự nghiệp | Tổng cộng sự nghiệp | 292      | 22       | 25           | 2            | 42      | 5       | 4    | 0    | 363       | 29        |

1. ↑  Bốn lần ra sân và một bàn thắng tại UEFA Champions League, sáu lần ra sân và một bàn thắng tại UEFA Europa League
2. 1 2 3 4  Số lần ra sân tại UEFA Champions League
3. 1 2 3  Ra sân tại Supercoppa Italiana

### Quốc tế
Tính đến ngày 29 tháng 6 năm 2024.
| 2018      | 4  | 0  |
| 2019      | 8  | 3  |
| 2020      | 6  | 1  |
| 2021      | 17 | 3  |
| 2022      | 7  | 1  |
| 2023      | 9  | 0  |
| 2024      | 6  | 2  |
| Tổng cộng | 57 | 10 |

#### Bàn thắng quốc tế
| #  | Ngày                 | Địa điểm                                 | Số trận | Đối thủ      | Bàn thắng | Kết quả | Giải đấu                    |
| -- | -------------------- | ---------------------------------------- | ------- | ------------ | --------- | ------- | --------------------------- |
| 1  | 23 tháng 3 năm 2019  | Sân vận động Friuli, Udine, Ý            | 5       | Phần Lan     | 1–0       | 2–0     | Vòng loại UEFA Euro 2020    |
| 2  | 8 tháng 6 năm 2019   | Sân vận động Olympic, Athens, Hy Lạp     | 6       | Hy Lạp       | 1–0       | 3–0     | Vòng loại UEFA Euro 2020    |
| 3  | 18 tháng 11 năm 2019 | Sân vận động Renzo Barbera, Palermo, Ý   | 12      | Armenia      | 3–0       | 9–1     | Vòng loại UEFA Euro 2020    |
| 4  | 7 tháng 9 năm 2020   | Johan Cruyff Arena, Amsterdam, Hà Lan    | 14      | Hà Lan       | 1–0       | 1–0     | UEFA Nations League 2020–21 |
| 5  | 4 tháng 6 năm 2021   | Sân vận động Renato Dall'Ara, Bologna, Ý | 23      | Cộng hòa Séc | 2–0       | 4–0     | Giao hữu                    |
| 6  | 2 tháng 7 năm 2021   | Allianz Arena, Munich, Đức               | 27      | Bỉ           | 1–0       | 2–1     | UEFA Euro 2020              |
| 7  | 3 tháng 7 năm 2021   | Sân vận động Juventus, Torino, Ý         | 33      | Bỉ           | 1–0       | 2–1     | UEFA Nations League 2020–21 |
| 8  | 7 tháng 6 năm 2022   | Sân vận động Dino Manuzzi, Cesena, Ý     | 38      | Hungary      | 1–0       | 2–1     | UEFA Nations League 2022–23 |
| 9  | 24 tháng 3 năm 2024  | Red Bull Arena, Harrison, Hoa Kỳ         | 53      | Ecuador      | 2–0       | 2–0     | Giao hữu                    |
| 10 | 15 tháng 6 năm 2024  | Westfalenstadion, Dortmund, Đức          | 54      | Albania      | 2–1       | 2–1     | UEFA Euro 2024              |

## Danh hiệu

### Câu lạc bộ

#### Inter Milan
- Serie A: 2020–21, 2023–24
- Coppa Italia: 2021–22, 2022–23
- Supercoppa Italiana: 2021, 2022, 2023

### Quốc tế
- UEFA Euro: 2020
- UEFA Nations League: Hạng ba 2021, 2023